# Toxicocinétique
La toxicocinétique est une composante de la toxicologie qui étudie le devenir d'un toxique dans l'organisme. Elle implique les différents processus (absorption, distribution, métabolisme et excrétion) qui gouvernent le cheminement de la substance.
La toxicocinétique se distingue de la toxicodynamie, qui s'intéresse aux mécanismes d'action du toxique sur les tissus cibles. Ces deux composantes forment les pendants de la pharmacocinétique et de la pharmacodynamie en pharmacologie.